# Kašperk
Kašperk (německy Karlsberg) je zřícenina hradu v Šumavském podhůří v okrese Klatovy v Plzeňském kraji. Nachází se asi 2,5 kilometru severovýchodně od Kašperských Hor v katastrálním území Žlíbek na území přírodního parku Kašperská vrchovina. Zřícenina je chráněna jako kulturní památka a v návštěvních hodinách je přístupná veřejnosti.
Hrad založil jako pohraniční pevnost král Karel IV. v roce 1356. V královské správě Kašperk zůstal jen do roku 1365, kdy jej panovník zastavil Janu Očkovi z Vlašimi. Zástavní držitelé se poté na hradě střídali až do jeho opuštění na začátku sedmnáctého století. Patřili mezi ně například Petr Zmrzlík ze Svojšína se svým synem, páni ze Švamberka nebo Zdeněk Konopišťský ze Šternberka. Koncem šestnáctého století si hrad pronajalo město Kašperské Hory, ale měšťané se zajímali spíše o užitky z hradního panství, a samotný hrad zanedbávali. Ten proto chátral, a když se po skončení třicetileté války stal zdrojem stavebního materiálu, změnil se rychle ve zříceninu.
Dominantou a jádrem hradu je rozměrný palác ukončený na obou kratších stranách hranolovými obytnými věžemi. Obepíná jej hradba, k níž bylo při pozdně gotických úpravách přistavena budova takzvaného purkrabství. K ní na západní straně přiléhá protáhlý dolní hrad, z jehož zástavby se dochovala jediná budova na západním konci. Vnější pozdně gotické opevnění se dochovalo jen zlomkovitě a podle Tomáše Durdíka by nebylo proti palným zbraním příliš účinné. Jeho nejkvalitnější součástí se stala předsunutá bašta zvaná Pustý hrádek.

## Historie

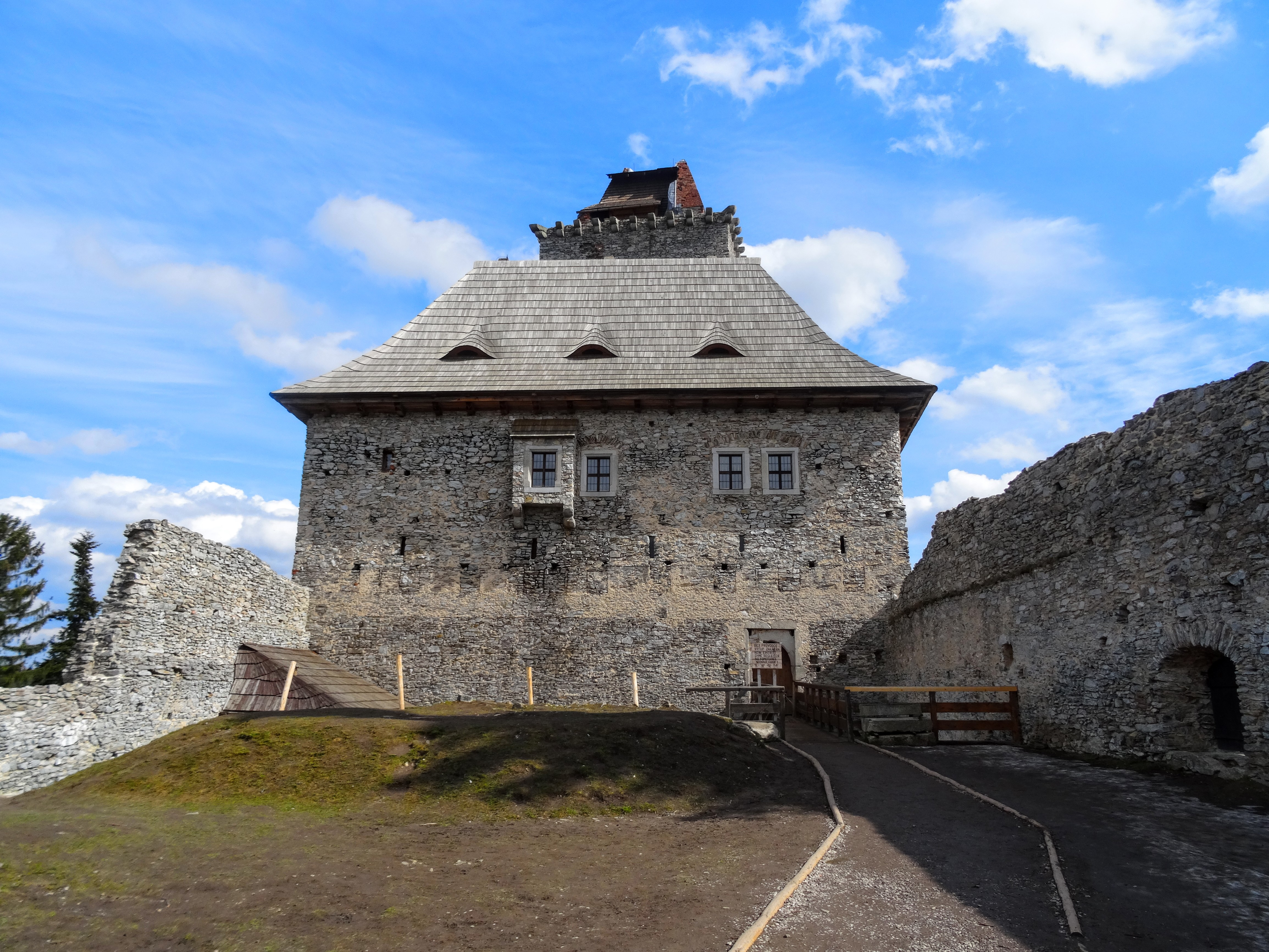
Budova purkrabství

Za vlády Jana Lucemburského se v okolí Kašperských Hor rozvíjelo hornictví a současně byla tato oblast ohrožována nepřátelskými aktivitami bavorského vévody Ludvíka IV. Ohrožení ze stran Bavorska přetrvávalo i v dalších letech, a král Karel IV. proto roku 1356 pověřil stavitele Víta Hedvábného výstavbou hradu, jehož účelem byla ochrana hornických děl a obchodní cesty přes Kvildu do Pasova. Hrad byl dokončen roku 1361 a nazván po svém zakladateli Karlsberg. Téhož roku získali držitelé hradu privilegium hrdelního práva v Prácheňském kraji. V roce 1365 Karel IV. hrad zastavil Janu Očkovi z Vlašimi, v jehož držení Kašperk zůstal až do císařovy smrti.
Hrad zůstal v rukách zástavních majitelů téměř celou dobu své existence. Král Václav IV. dlužil Janovi z Leuchtenberka 9 775 uherských zlatých, z nichž měl každoročně platit úrok 270 kop grošů. Místo toho mu 26. října zastavil Kašperk s každoroční daní placenou sušickými měšťany a platem z milenovské rychty. Jan na Kašperku nesídlil a úřad popravce vykonávali jím stanovení purkrabí. Jedním z nich byl roku 1396 Jindřich Ramspergar, snad totožný s Jindřichem Kolmanem z Křikavy.

### Patnácté století
Jan z Leuchtenberka Kašperk 21. prosince 1402 prodal Habartovi z Hartenberka. Václav IV. mu zástavu 12. srpna 1405 potvrdil a povolil mu vybírat platy z Kašperských Hor a ze Sušice. Od něj zástavu roku 1411 vyplatil Petr Zmrzlík ze Svojšína, kterému král povolil vynaložit dvě stě kop grošů na nezbytnou údržbu. Po Petru Zmrlíkovi hrad zdědil jeho syn Petr Zmrzlík mladší. Během husitských válek oba stáli na husitské straně, ale bitvy u Lipan se Petr mladší zúčastnil mezi umírněnými husity. Když se sousedního hradu Hus zmocnil loupeživý rytíř Habar Lopata z Hrádku, spojil se Petr se svými sousedy, nepohodlný hrad oblehl a dobyl. Ani on na Kašperku nežil, a hrad do roku 1450 spravoval purkrabí Jan Strniště z Jablonného a roku 1452 Jíra z Loun.

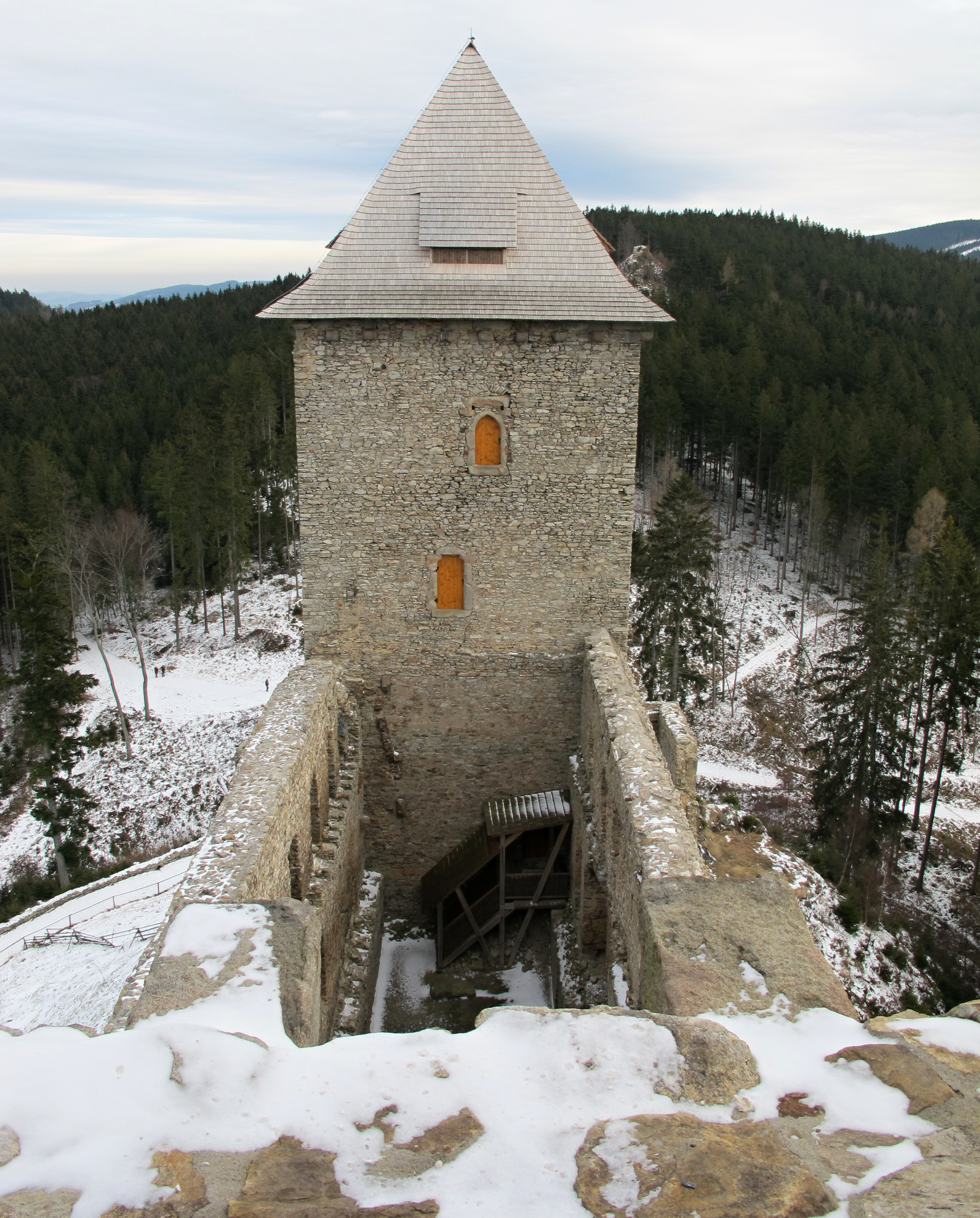
Východní věž s portálky ve třetím a čtvrtém patře

Od roku 1445 byl Kašperk důležitým opěrným bodem ve válce, kterou Petr Zmrzlík vedl na bavorské straně hraničního hvozdu, čímž se dostal také do sporu s pasovským biskupem. Důvodem Zmrzlíkových aktivit pravděpodobně bylo získání náhrady za jemu dříve způsobenou škodu. Albrecht III. Bavorský nakonec začal chystat vojsko, ale obě znesvářené strany přiměl ke smíru zásah Jiřího z Poděbrad a Zdeňka Konopišťského ze Šternberka. Mírová jednání se konala v letech 1451 a 1453 a v následujících letech se poměry na hranici zklidnily.
Roku 1454 Petr Zmrzlík prodal Kašperk i s právem prostavět dvě stě kop grošů Zdeňkovi Konopišťskému ze Šternberka. Ten nechal opravit starou obchodní stezku přes Kvildu zpustošenou husitskými válkami. Po ustanovení Jednoty zelenohorské proti králi Jiřímu z Poděbrad se v Prácheňském kraji opět rozhořely vojenské konflikty, při nichž posádka z Kašperka působila škody zejména na panství hradu Helfenburk. Mimo jiné kašperský purkrabí Vyšek z Obytec zajal královského služebníka Viléma z Dubu. Naproti tomu sám musel odrážet výpady oddílů pasovského biskupa Oldřicha z Nußdorfu, které například roku 1470 vypálily dvě vesnice a odvedly dvacet kusů dobytka.

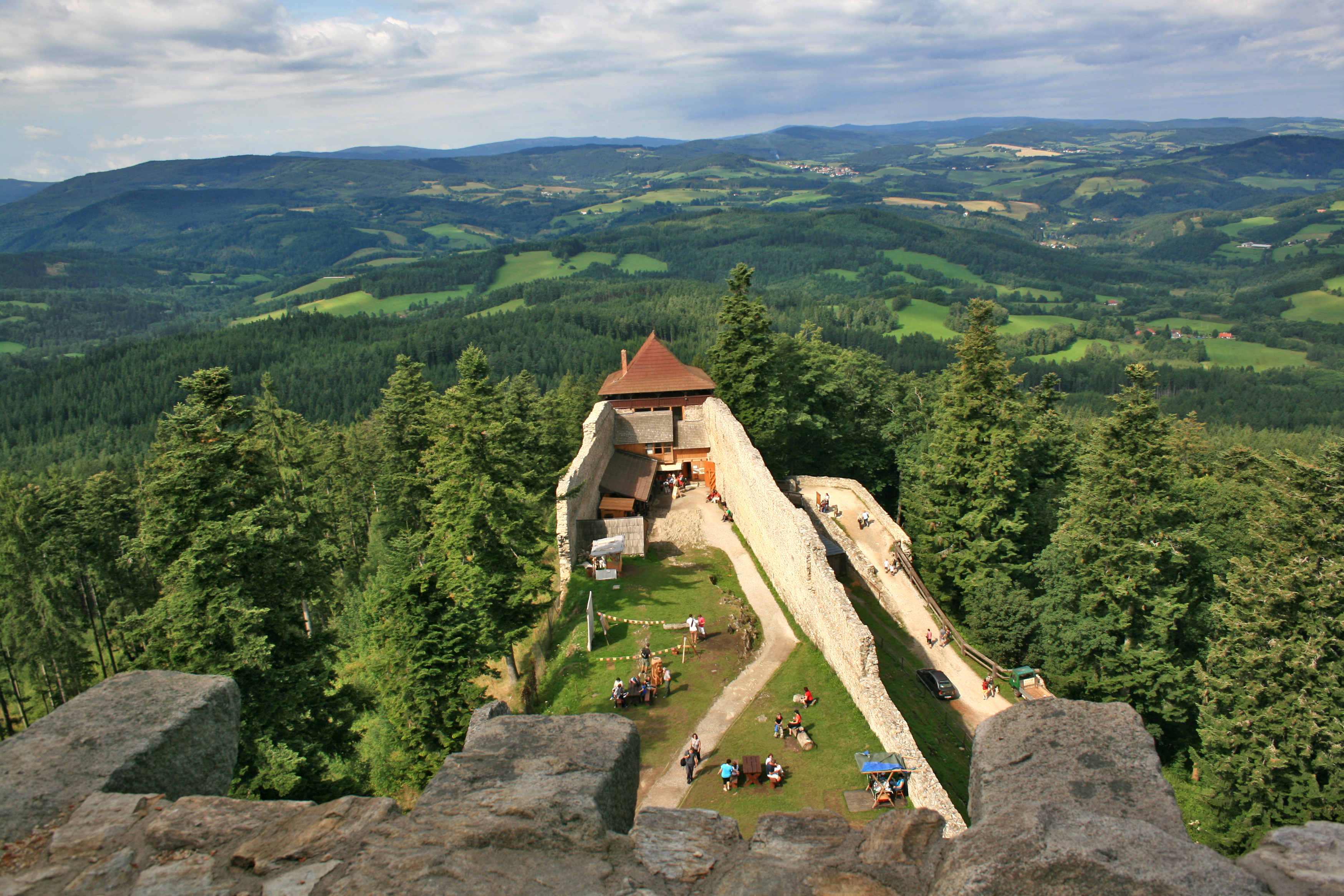
Předhradí (dolní hrad)

Další majitel hradu není zcela jistý. V roce 1474 se Jan ze Vrábí psal „seděním na Kašperce“, ale není jasné, zda byl zástavním držitelem nebo pouhým purkrabím. Po Zdeňkově smrti Kašperk připadl jeho třetímu synovi Zdislavovi ze Šternberka seděním na Bechyni, který hrad 30. ledna 1487 prodal Bohuslavovi ze Švamberka. Nový majitel ustanovil purkrabím Mikuláše z Umberka a od krále Vladislava Jagellonského dostal svolení zvýšit zástavu o sto uherských zlatých.
Bohuslav ze Švamberka zemřel v roce 1490 a Kašperk po něm zdědil syn Hynek ze Švamberka se svými nezletilými syny, za něž dědictví spravoval nejstarší Jindřich II. ze Švamberka. Hynek se zapojil do přeshraničních bojů s Bavorskem, takže kašperský purkrabí Mikuláš poslal 10. března 1489 dopis zvíkovskému purkrabímu, v němž vyjadřoval obavy z možných škod, které by mohli Bavoři způsobit v pohraničních vesnicích, a žádal o zaslání ryb a deseti krav pro zajištění své posádky.
Někdy v té době požádal Půta Švihovský z Rýzmberka panovníka, aby směl Kašperk ze zástavy pro sebe vyplatit. Král jeho žádost schválil, ale Půta pravděpodobně neměl dost peněz na vyplacení, takže se držitelem hradu nestal. Hrad v té době chátral, a král Vladislav dne 30. dubna 1495 povolil Jindřichovi II. ze Švamberka použít na opravu hradních staveb sto kop grošů.

### Šestnácté století

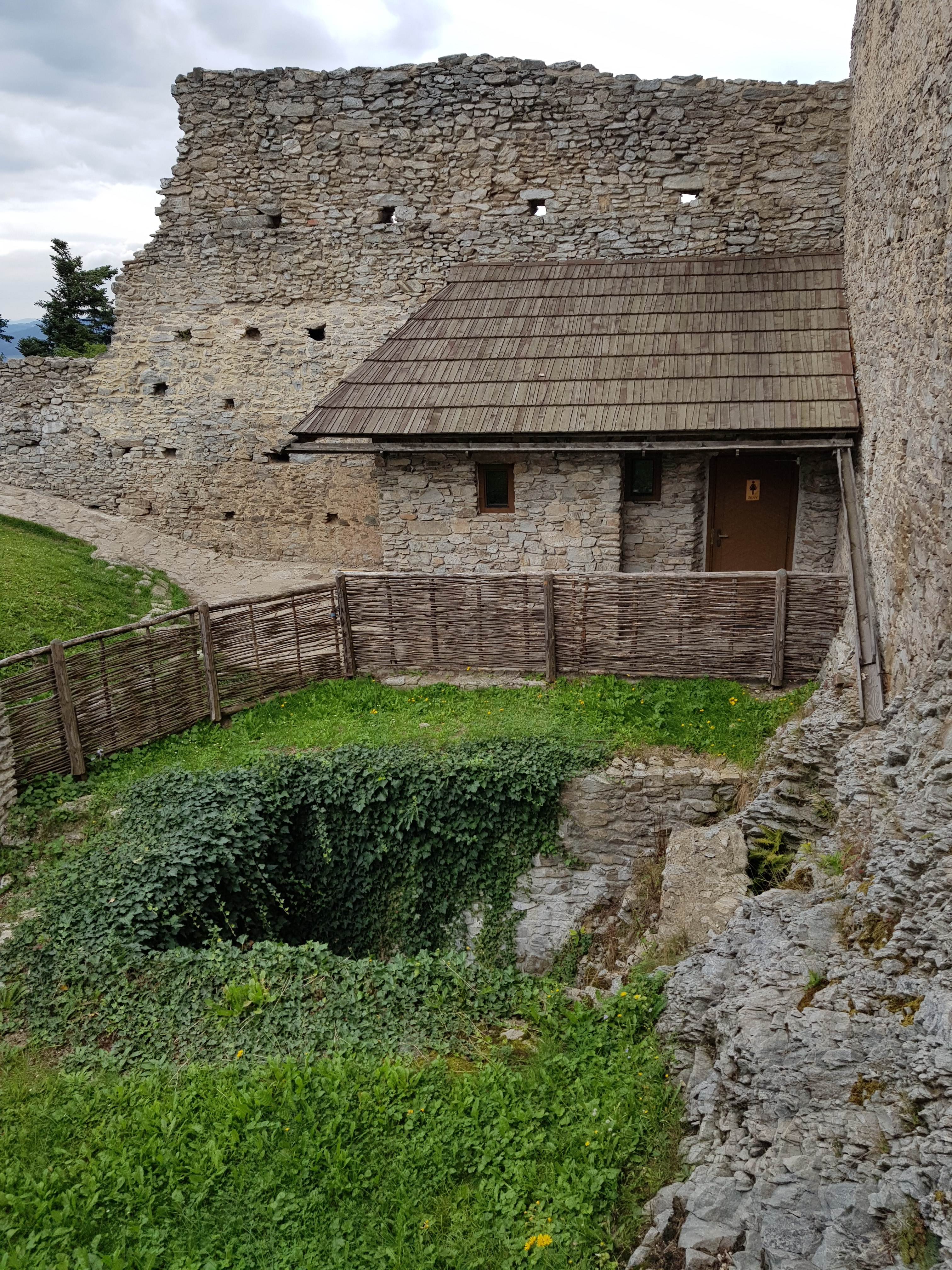
Prostor příkopu mezi dolním a horním hradem s prohlubní cisterny

Jindřich II. ze Švamberka v blíže neznámé době přenechal sourozencům některá panství, o něž se 23. srpna 1501 rozdělili. Kašperk se dvory, lukami, lesy, horami a vesnicemi převzal Volf ze Švamberka. Volf zemřel roku 1507 a jeho majetek dostali sourozenci a strýcové. Dědictví po Volfovi rozdělili na díly, ale aby nedošlo k rozdělení kašperského panství, dohodli se, že výměnou za jiné statky Kašperk dostali Bohuslav VIII. ze Švamberka a Jan IV. ze Švamberka. Po Bohuslavově smrti v roce 1512 připadl celý Kašperk Janovi.
Jan a Kryštof ze Švamberka vedli spor se sušickými měšťany, kteří nechtěli platit daň stanovenou ve čtrnáctém století. Švamberkové při vyhráli, a měšťané pak museli daň platit do doby, než by je panovník z této povinnosti vyplatil.
Roku 1522 obec Kašperské Hory neúspěšně žádala krále Ludvíka Jagellonského, aby směla hrad vyplatit a zbavit se tak povinností vůči kašperské vrchnosti. Purkrabími na hradě byli v té době Jan Kuliš z Vokotok, Mikuláš z Reicenštejna a roku 1524 Hynek Svatopolský z Jablonné. V letech 1525 a 1526 na hradě sídlil Jan z Roupova, který Kašperk vyplatil od Kryštofa ze Švamberka. Od něj hrad získal doktor Václav z Velhartic, který se s Janem soudil, zda má kupní cenu vyplatit v českých nebo míšeňských groších. Soud rozhodl o platbě v českých groších.

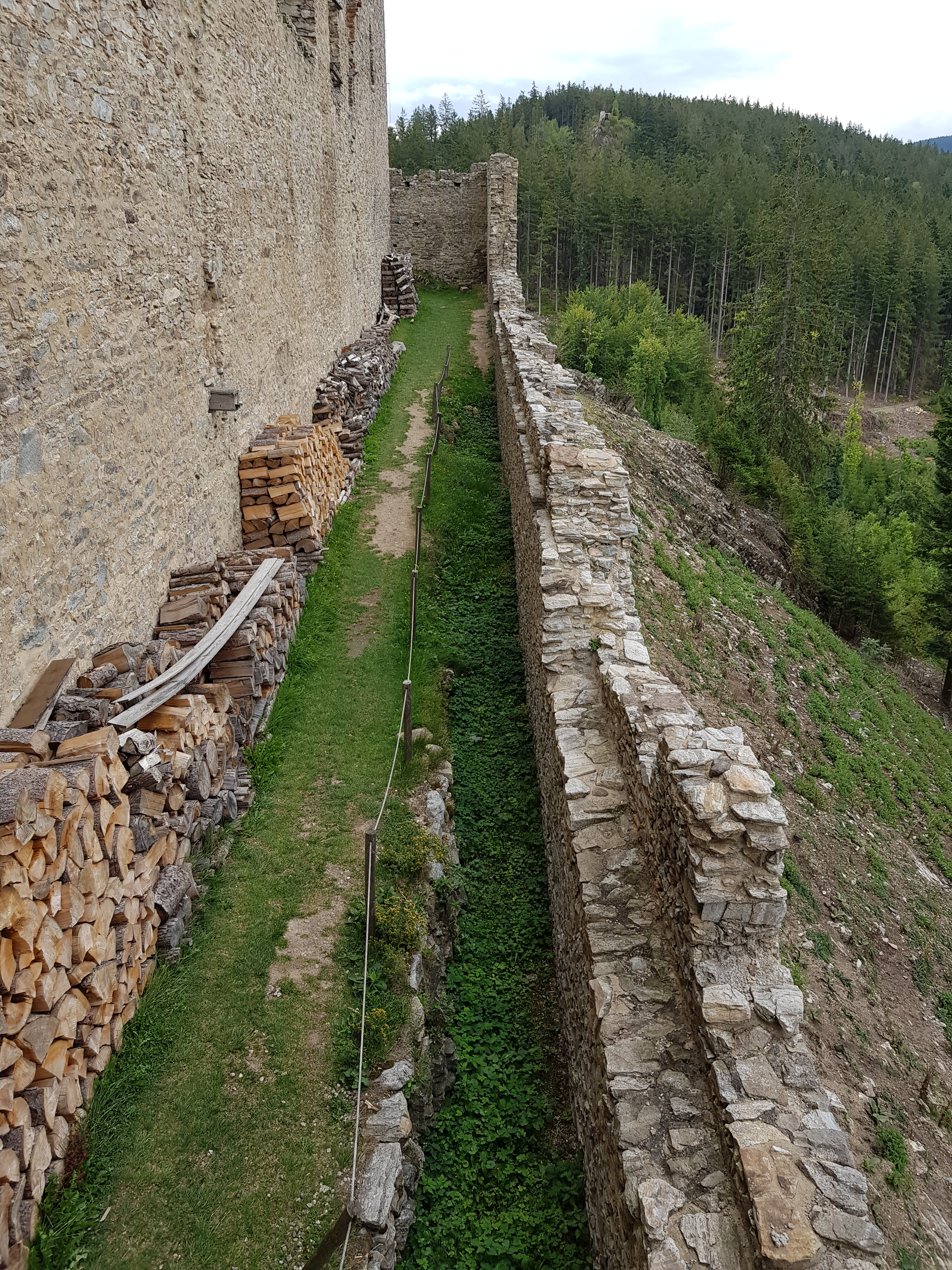
Prostor mezi palácem a obvodovou hradbou

Krátce poté, roku 1533, směl Kašperk se souhlasem Ferdinanda I. vyplatit a doživotně užívat Jiří z Lokšan. Za doby jeho držení hrad stal královským opěrným bodem během stavovského povstání v roce 1547 proti panovníkovi. Jiří z Lokšan za pomoci vojáků z hradu pomohl postupu Ferdinandových ozbrojenců z Bavorska a zabránil královským městům v regionu v přidání se k odboji. Králi tak napomohl k vítězství nad českými stavy.
Roku 1553 získal hrad a panství Kašperk do zástavy za 7 000 tolarů Ludvík Tovar z Enzesfeldu, který měl podniknout stavební úpravy v hodnotě 500 kop českých grošů. Po jeho smrti jej nějaký čas držela vdova Zuzana s nezletilým synem Ludvíkem mladším. Král Ferdinand jí roku 1556 dovolil prostavět na zámku a pivovaru dalších tisíc kop grošů a prodloužil jí držení panství o deset let. Vdova se synem museli čelit snahám Viléma z Rožmberka nebo Břetislava Švihovského z Rýzmberka, kteří chtěli kašperské panství získat každý sám pro sebe. Poručníci Bernarta Tovara z Enzesfeldu v roce 1566 úspěšně požádali o prodloužení zástavy do roku 1577 a o její zvýšení o 2 500 tolarů. Hrad jim zůstal o dva roky déle a zástavu vyplatil teprve roku 1579 Jan Kinský ze Vchynic pro sebe a na dobu šesti let po své smrti i pro dědice.

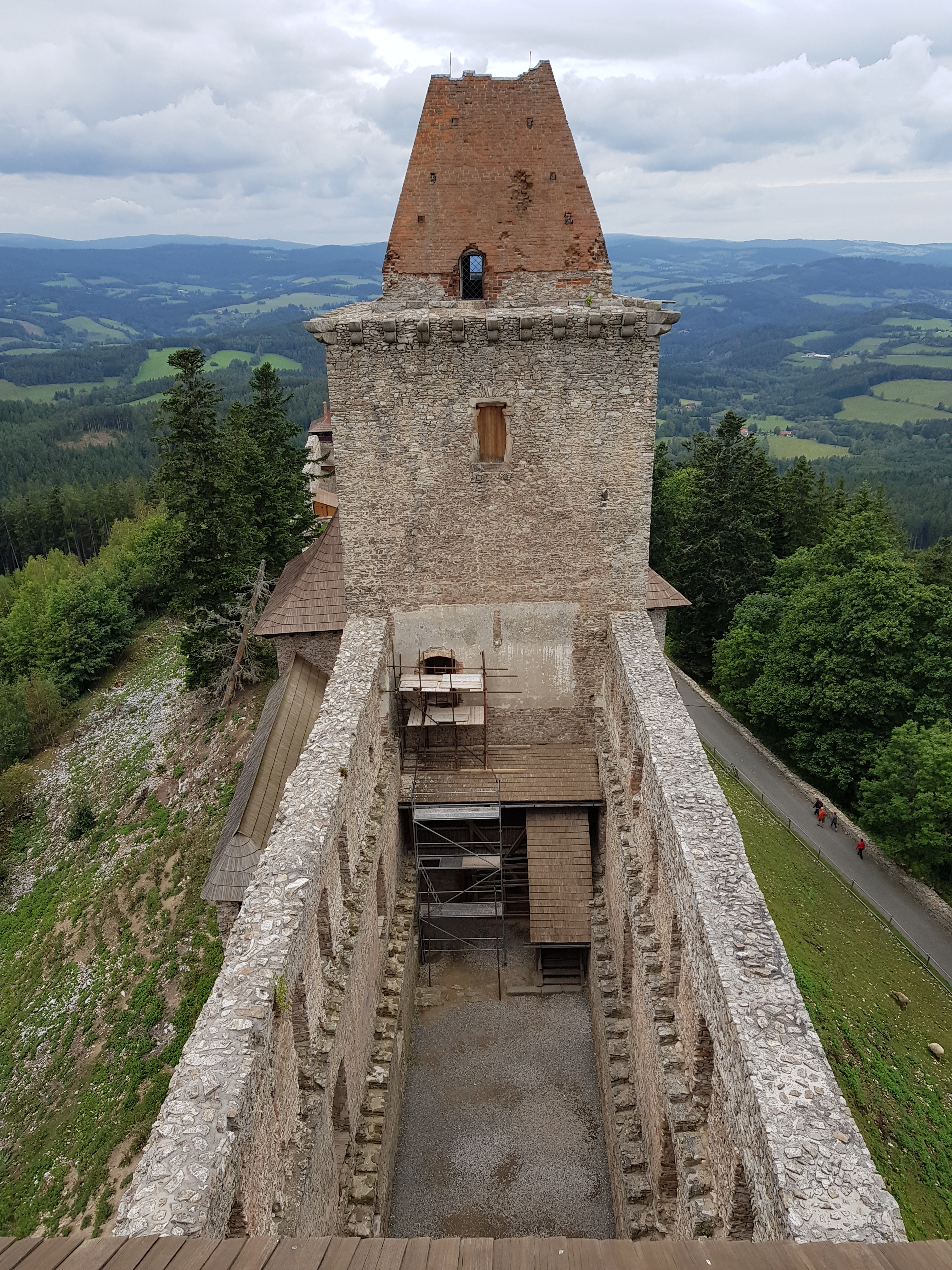
Západní věž

Hrad nakonec připadl české komoře a ve druhé polovině šestnáctého století bylo panství postupně rozprodáváno. V roce 1584 už k hradu patřily jen čtyři pusté dvory, ves Kavrlík, mýto v Cimruku a rozlehlé lesy. Statek si v následujícím roce pronajalo město Kašperské Hory na dobu šesti let, ale pronájem se protáhl až do roku 1600. Město mělo hrad udržovat a náklady odečíst od půlročního poplatku 32 a půl kopy grošů.

### Od sedmnáctého století
V roce 1600 si hrad od císaře pronajal Mikuláš Černohorský z Hořiměřic za roční nájem 180 kop míšeňských grošů. V letech 1605–1613 mělo hrad v nájmu opět město. Poté se o pronájem neúspěšně snažil Jindřich Libštejnský z Kolovrat. Roku 1614 Kašperk znovu získalo město, a přestože mělo hrad nadále udržovat, opravy zanedbávalo, a stavba chátrala. Když v roce 1617 definitivně Kašperk koupilo od císaře Matyáše, byl hrad označen jako „zámek pustý Karlšperk“. Během třicetileté války se obyvatelé okolní krajiny v případě potřeby na hradě ukrývali, ale švédské vojsko ke Kašperku nikdy nedorazilo. Přesto se Kašperk ocitl mezi hrady, které musely být na pokyn Ferdinanda III. zbořeny, aby nemohly být využity cizími armádami. K záměrnému boření nejspíše nedošlo, ale měšťané hrad využívali jako zdroj snadno dostupného stavebního materiálu. Teprve v roce 1861 nechali u příležitosti pěti set let od založení hradu postavit schodiště v západní věži.
Ve druhé polovině devatenáctého století se o hrad začala zajímat veřejnost a několik vzdělanců jej popsalo ve svých publikacích (např. František Alexandr Heber, Josef Ambrož Gabriel nebo Engelbert Panni). Od té doby na hradě probíhají rekonstrukční práce, nejintenzivněji od sedmdesátých let dvacátého století.
V lednu 2007 zničila bouře Kyrill střechu ze třicátých let dvacátého století na východní věži. Nová střecha se šindelovou krytinou byla postavena ještě v témže roce a v následujícím dokončena impregnací šindelů.

## Stavební podoba

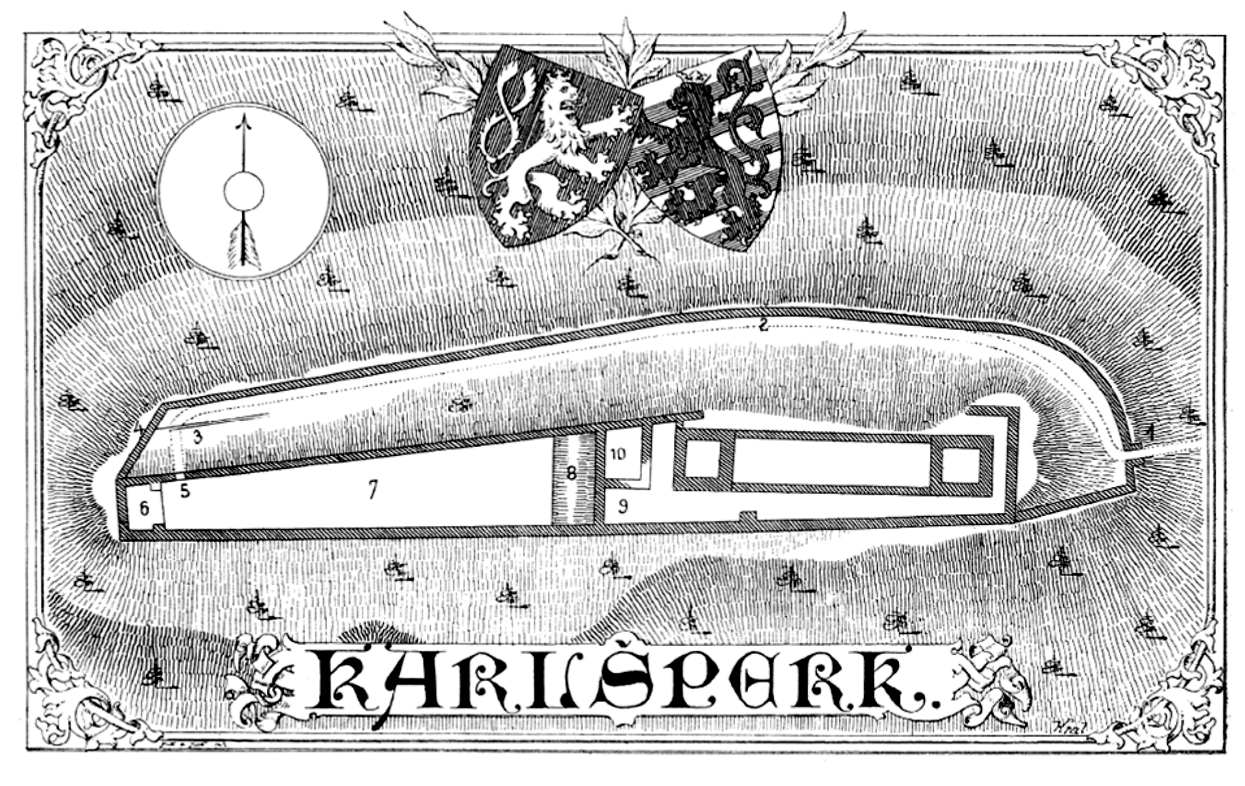
Půdorys hradu od Vojtěcha Krále z Dobré Vody publikovaný roku 1897

Kašperk stojí na skalnatém hřebeni, který vybíhá z úbočí Zámeckého vrchu. Skála je tvořená metamorfovanou horninou leptynitem, složenou z křemene a živce s občasným výskytem granátu a biotitu. Nadmořská výška terénu v přízemí paláce je asi 889 metrů. Z obranného hlediska to bylo nevýhodné staveniště, protože sousední výspa Zámeckého vrchu ve vzdálenosti 350 metrů převyšuje hradní jádro o 35 metrů. Omezuje rozhled z hradu a poskytovala výhodné postavení případným útočníkům. Během pozdní gotiky na ní proto byla postavena předsunutá bašta zvaná Pustý hrádek. Sedlem mezi oběma výšinami vedla cesta ke zlatonosným dolům u Kašperských hor a k Vintířově cestě z Pasova do Sušice.

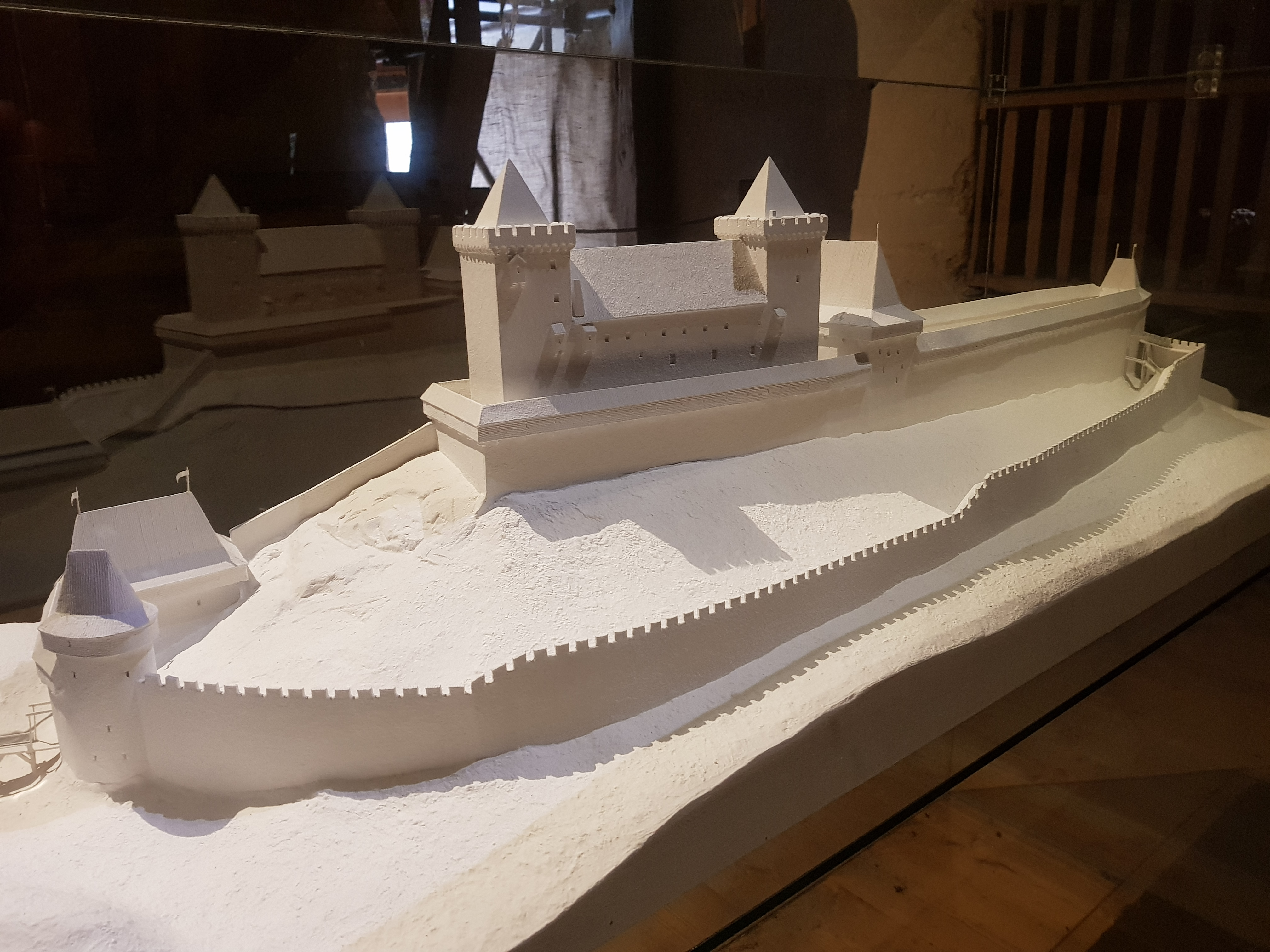
Model hradu v hradní expozici

Samotný hrad je trojdílný. Skládá se ze vstupního oddílu s prvním nádvořím, dolního hradu s druhým nádvořím a horního hradu s palácem a dvěma obytnými věžemi. Vnější opevnění z doby Karla IV. se nedochovalo, ale předpokládá se, že tehdejší předhradí se přibližně krylo s dolním hradem. Opevnění celého hradu bylo pasivní a neumožňovalo aktivní obranu. Důležitou roli v něm zřejmě hrála východní věž, jejíž vnější stěna otočená k východu je zcela bez otvorů. Svou hmotou kryla zbývající část jádra a vzhledem uspořádání vstupních otvorů mohla plnit úlohu útočištné věže.
Tomáš Durdík vysvětloval pasivitu obrany klidným obdobím vlády Karla IV. a poukazováním na domácí tradici stavitelství, ke které se panovník hlásil. Karel IV. ovšem aktivní prvky obrany znal ze svých zahraničních pobytů a bylo v jeho možnostech přivézt do Čech odborníky, kteří by je mohli postavit. Jan Anderle proto pasivitu kašperské obrany vysvětlil tím, že panovník dával přednost řešení vojenských konfliktů v poli před zdlouhavým obléháním či obranou pevností. Hrad potom nemusel být vybaven nákladnými prvky aktivní obrany, ale musel poskytovat prostor pro alespoň dočasné ubytování početné posádky. V případě Kašperku byl tímto prostorem dolní hrad.

### Vstupní oddíl

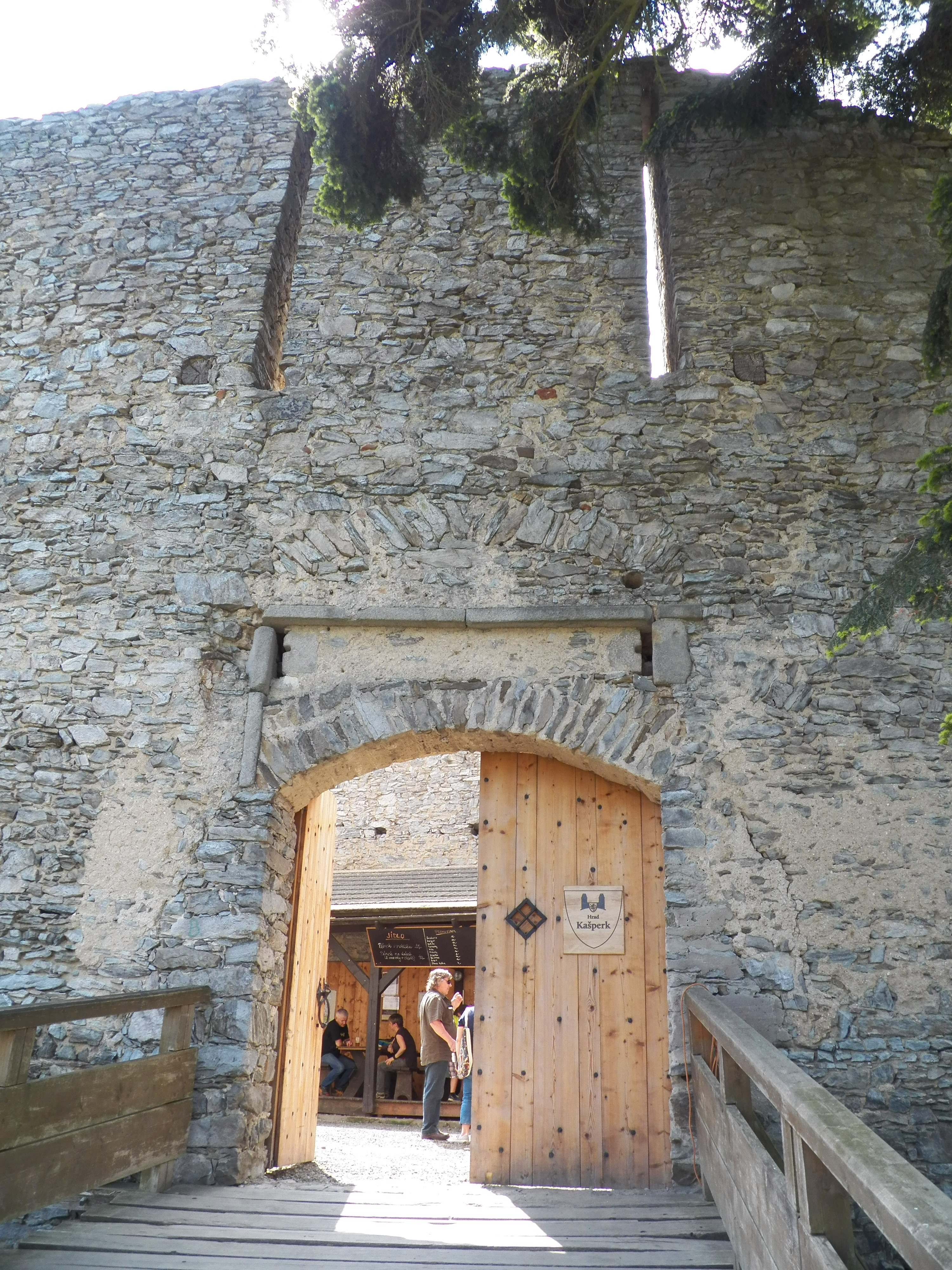
Brána do dolního hradu

Předpolí hradu v sedle obsahuje četné stopy terénních úprav. Na východní straně jsou patrné prohlubně v terénní hraně, které mohou být stopami po budovách nebo spíše po těžbě kamene. Stupňovitě uspořádané plošiny sestupující k jihu byly upraveny pro potřeby hospodářského zázemí a pod nimi se nachází dvojice kaskádovitě umístěných vodních nádrží. Jejich původ je zřejmě středověký.
Vstup do hradu od sedla chránil vnější zemní val a šíjový příkop, přes který vede novodobý násep pro cestu. Většina obvodové hradby zanikla. Její fragment se dochoval v sousedství blíže neznámé brány (pravděpodobně kulisové) a torza okrouhlé věže s náznakem břitu. Opevnění nevzniklo najednou. Předpokládá se, že zděné konstrukce jsou pozdně gotického původu.

### Dolní hrad
Protáhlý dolní hrad navazuje na západní čelo hradního jádra, od kterého byl oddělen šíjovým příkopem. Vymezuje ho hradba a na západě uzavírá budova. Vstup do nádvoří chránil vyzděný příkop a brána s padacím mostem. Po obou stranách hradby na nádvoří stály hospodářské budovy a klenutá stavba v západní části snad bývala původním purkrabstvím. Dochovaná podoba budovy je výsledkem rozsáhlých úprav v první polovině dvacátého století, kdy byl v jejím patře upraven byt kastelána. Přízemí stavby je částečně zahloubené do skály a klenuté valenou klenbou.
V sousedství západní budovy se nachází brána bez dochovaného ostění. Její segmentem zaklenutá podoba je novodobého původu. Částečně ji lemují kamenické prvky vpadliny pro padací most s ložisky kladek, ale některé články zde byly použity až druhotně. Most se nejméně od patnáctého století zvedal pomocí stěžejek – trámových konzol, které po zvednutí mostu zapadly do zachovalých štěrbin ve zdi nad bránou.

### Horní hrad

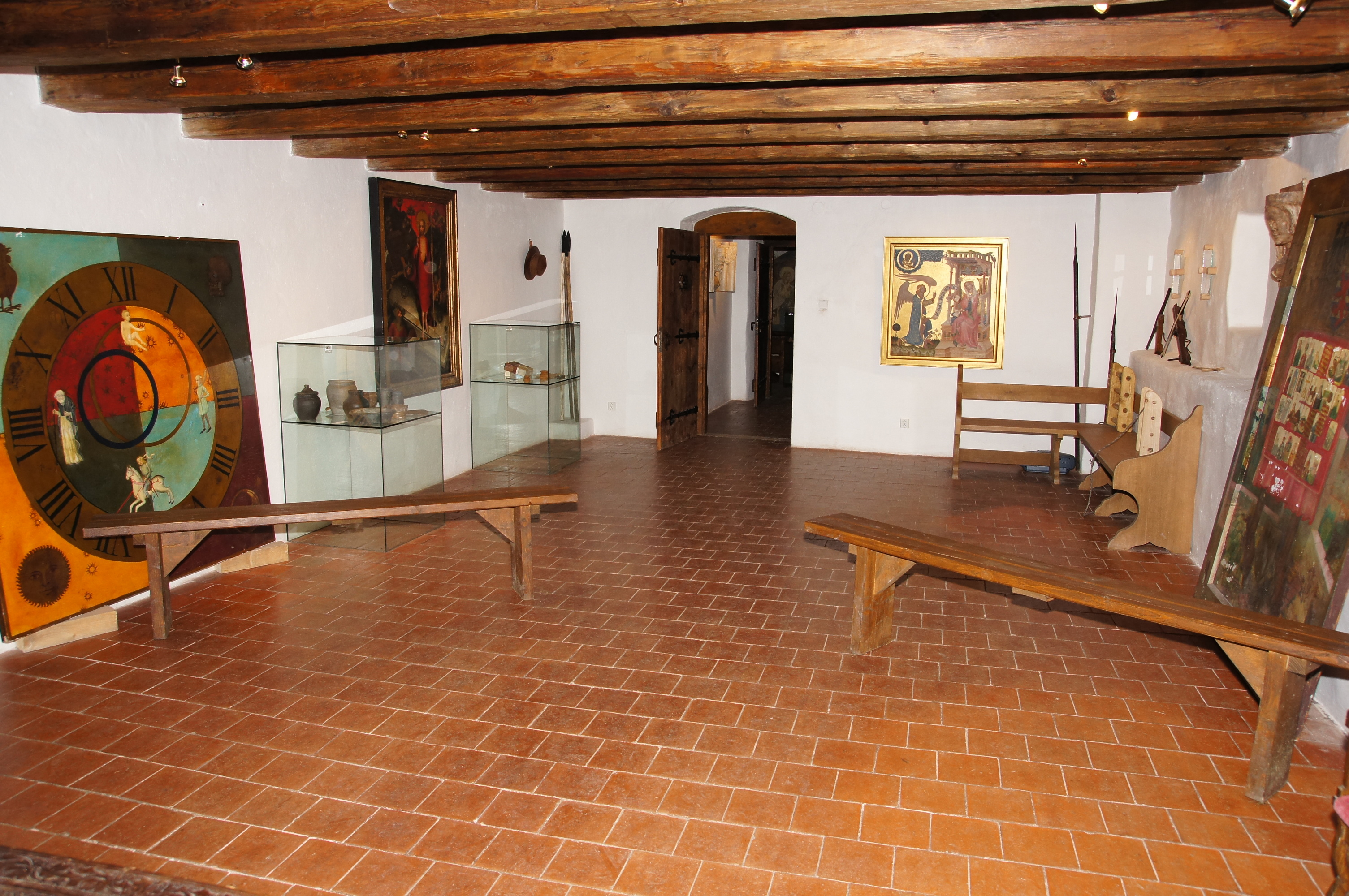
Svatební síň v budově purkrabství

Hradní jádro bylo od dolního hradu odděleno pět metrů širokým příkopem, v němž se nachází cisterna na vodu. Při pozdně gotických úpravách byla v příkopu postavena nová kuchyně a při novodobých památkových úpravách hradu také toalety a čistírna odpadních vod. Přes příkop vedl most, který končil u branky vybavené padacím můstkem pouze pro pěší.
Horní hrad má obdélníkový půdorys s rozměry 70 × 22 metrů. Obklopuje jej hradba původně ukončená cimbuřím. Na vstupní straně byla velmi nízká a každá třetí stínka zde byla opatřena štěrbinovou střílnou. V pozdní gotice byla hradba dvakrát zvýšena a upravena pro použití palných zbraní
Vzdálenost mezi hradbou a palácem je přibližně čtyři metry, pouze na západě bývala větší. V těchto místech se předpokládá existence původní hradní kuchyně a během pozdně gotické přestavby byla na jejím místě postavena budova takzvaného purkrabství. Purkrabství bylo bez provedení archeologického výzkumu obnoveno v sedmdesátých letech dvacátého století. Budova předtím prošla nejspíše dvěma stavebními fázemi, z nichž druhá nejspíše proběhla po požáru hradu. Měla tři podlaží, z nichž třetí sloužilo k obývání, jak dokládají velká okna v sedátkových výklencích.

### Palác

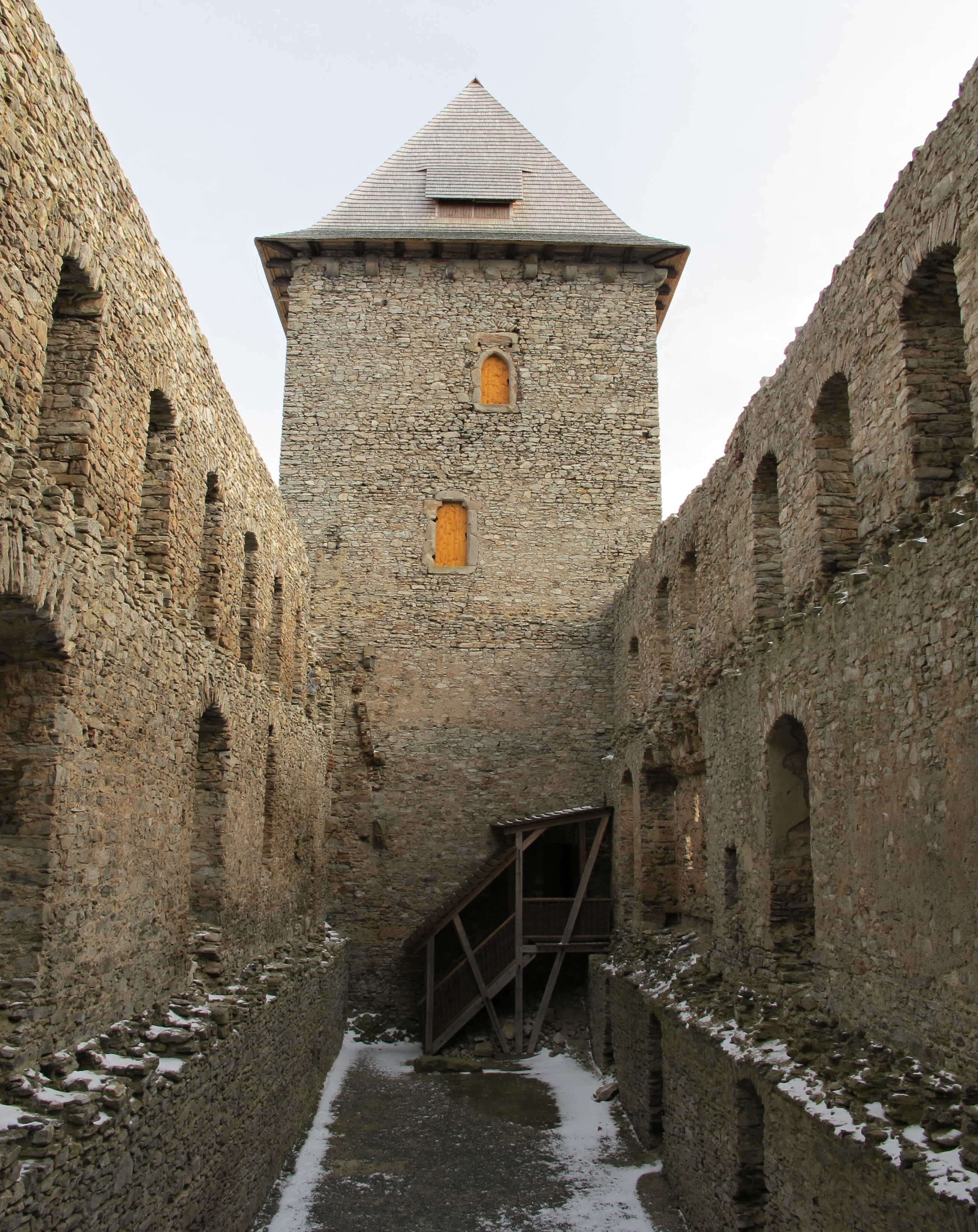
Interiér torza paláce

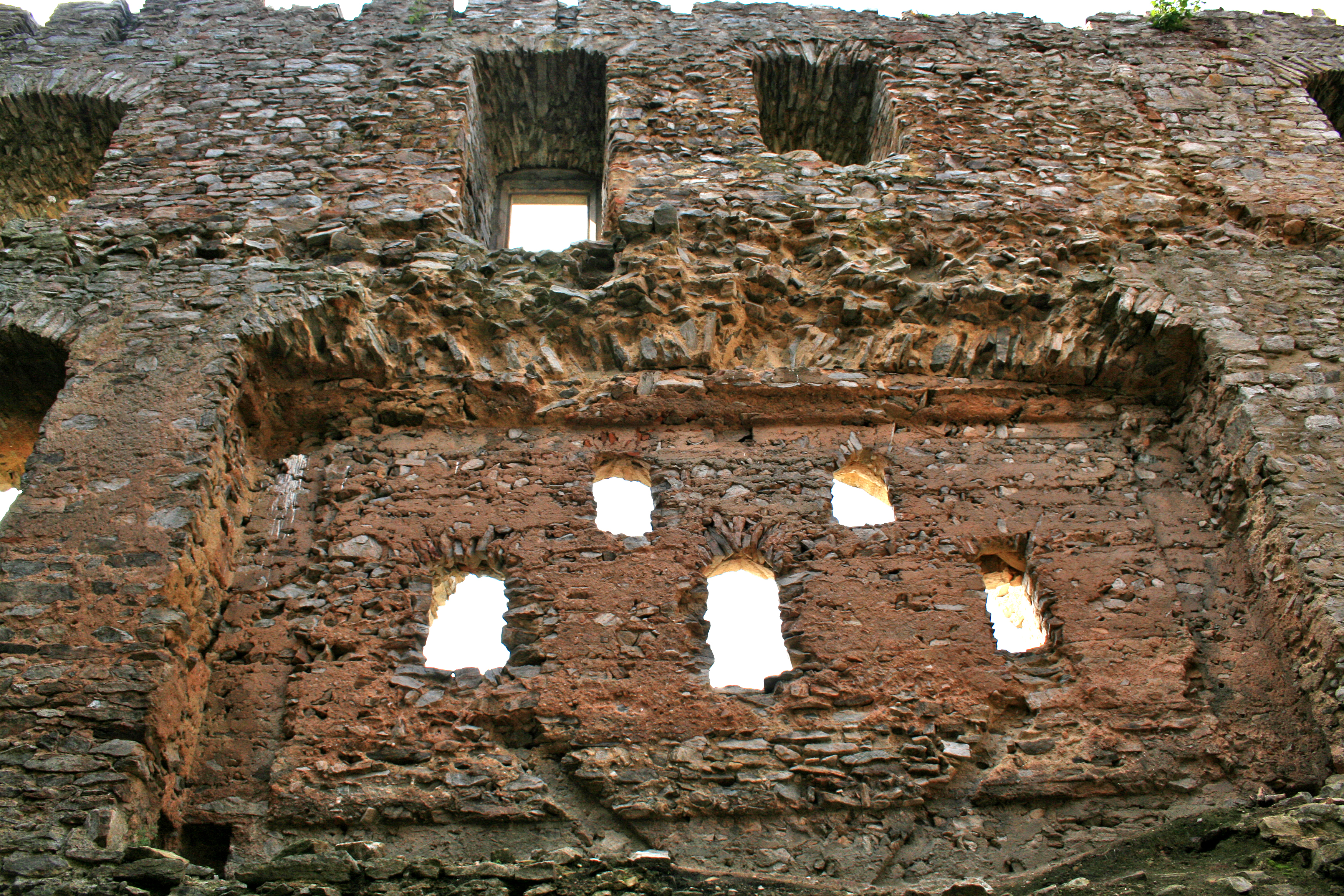
Otisk roubené komory ve vnitřní stěně paláce

Dominantou jádra je dvoupatrový palác s dvojicí čtverhranných čtyřpatrových věží. Celková délka objektu dosahuje 54 metrů a šířka je jedenáct metrů. Tloušťka obvodových zdí se pohybuje okolo 2,5 metru, ale zatímco u paláce se s přibývající výškou snižuje, u věží zůstává téměř stejná až k vrcholu. Dovnitř paláce se vstupovalo jediným vchodem z jižní strany. Příchozí musel nejprve vystoupit na pilíř přistavěný k hradbě, odkud přešel po padacím můstku do zvýšeného přízemí. Za vstupními dveřmi bývala malá předsíň, osvětlená, podobně jako celé přízemí, úzkým okénkem umístěným blízko trámového stropu. Po vybudování purkrabství byl vstup do paláce spojen s novou budovou pavlačí.
V západní části prvního patra paláce, přístupného z předsíně po dřevěném schodišti, se nacházela vstupní síň a za ní velký sál. Obě prostory osvětlovala obdélná okna se sedátky ve výklencích. Na východě k sálu přiléhala roubená komora s pěti okénky umístěnými ve dvou řadách. Část zdi s okénky je zevnitř zeslabena pravoúhlým a zvenčí segmentovým výklenkem. Podél severní strany místnosti vedla chodba, která zpřístupňovala další místnost mezi roubenou komorou a východní věží.
Také druhé patro obsahovalo velký sál, na východní straně zmenšený dodatečně vestavěnou komorou. Na západní straně bývala předsíň vybavená na jižní straně velkým arkýřem, z něhož se dochovala trojice konzol. Do předsíně ústilo schodiště z prvního patra, po kterém zůstal jen otisk na přilehlé straně věže.

### Věže

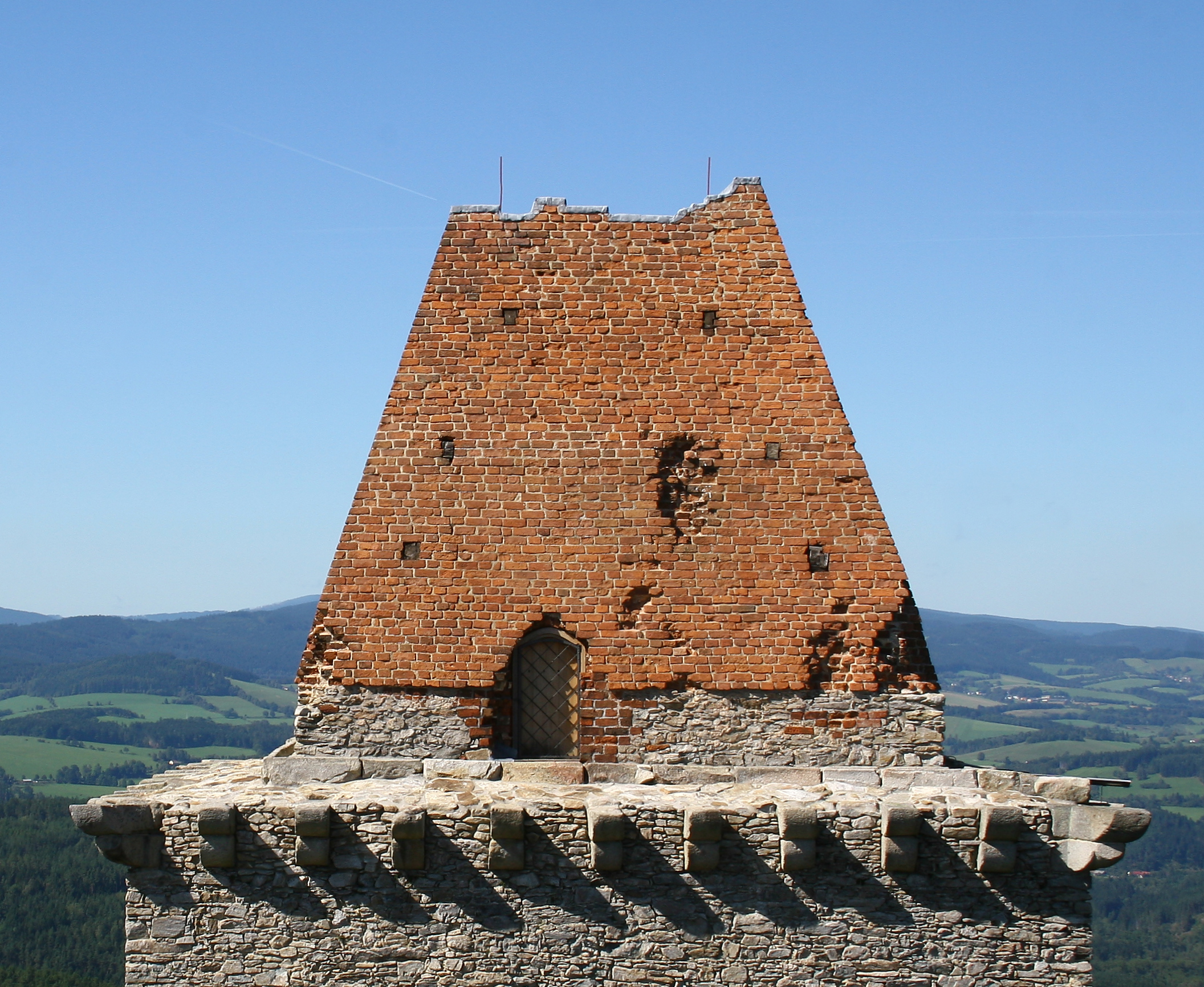
Cihlová střecha západní věže s krakorci

Západní věž byla přístupná z prvního a druhého patra paláce, zatímco vstup do východní se nacházel až ve třetím patře a vedl z palácového krovu. Do nižších pater se poté sestupovalo po schodištích. Obytné prostory se ve věžích nacházely od druhého patra výše a osvětlovaly je velká obdélná okna. Vlastní vchod z krovu měla také čtvrtá patra obou věží, přičemž vstupy zde mohly být uzavírány padacími můstky. Místnosti ve druhém podlaží obou věží byly vybavené prevéty.
Interiér třetího patra obou věží původně obsahoval schodiště podél dvou stěn a vestavěnou dřevěnou místnost. V západní věži se navíc dochovaly stopy dymníkové (černé) kuchyňky. V pozdním středověku byly dřevěné vestavby odstraněny a místnosti přestaly sloužit obytným účelům. Ve východní věži byla místnost ve třetím patře po zrušení dřevěné vestavby upravena na kapli. Podle Františka Alexandra Hebera v ní byly ještě v první polovině devatenáctého století patrné pozůstatky maleb, a je tedy možné, že se v místnosti nacházela kaple.
Obě věže nesly zděný ochoz vyložený na žulových krakorcích. Západní věž kryla částečně dochovaná jehlancová střecha vyzděná z cihel. Na východní věži původní střecha zanikla, ale lze předpokládat, že měla podobný charakter.

## Expozice
| Rok  | Počet návštěvníků |
| ---- | ----------------- |
| 2015 | 57 312            |
| 2016 | 59 387            |
| 2017 | 54 109            |
| 2018 | 58 169            |
| 2019 | 57 243            |

Kašperk je veřejnosti přístupný v návštěvních hodinách od dubna do října. V sezóně 2023 byly návštěvníkům nabízeny prohlídkové okruhy Život na hradě, Proměny hradu a prohlídka zaměřená na děti od šesti do deseti let.

## Hrad v kultuře
Na hradě se natáčela filmová pohádka Anděl Páně.